# Hringariki Kulturminnepark

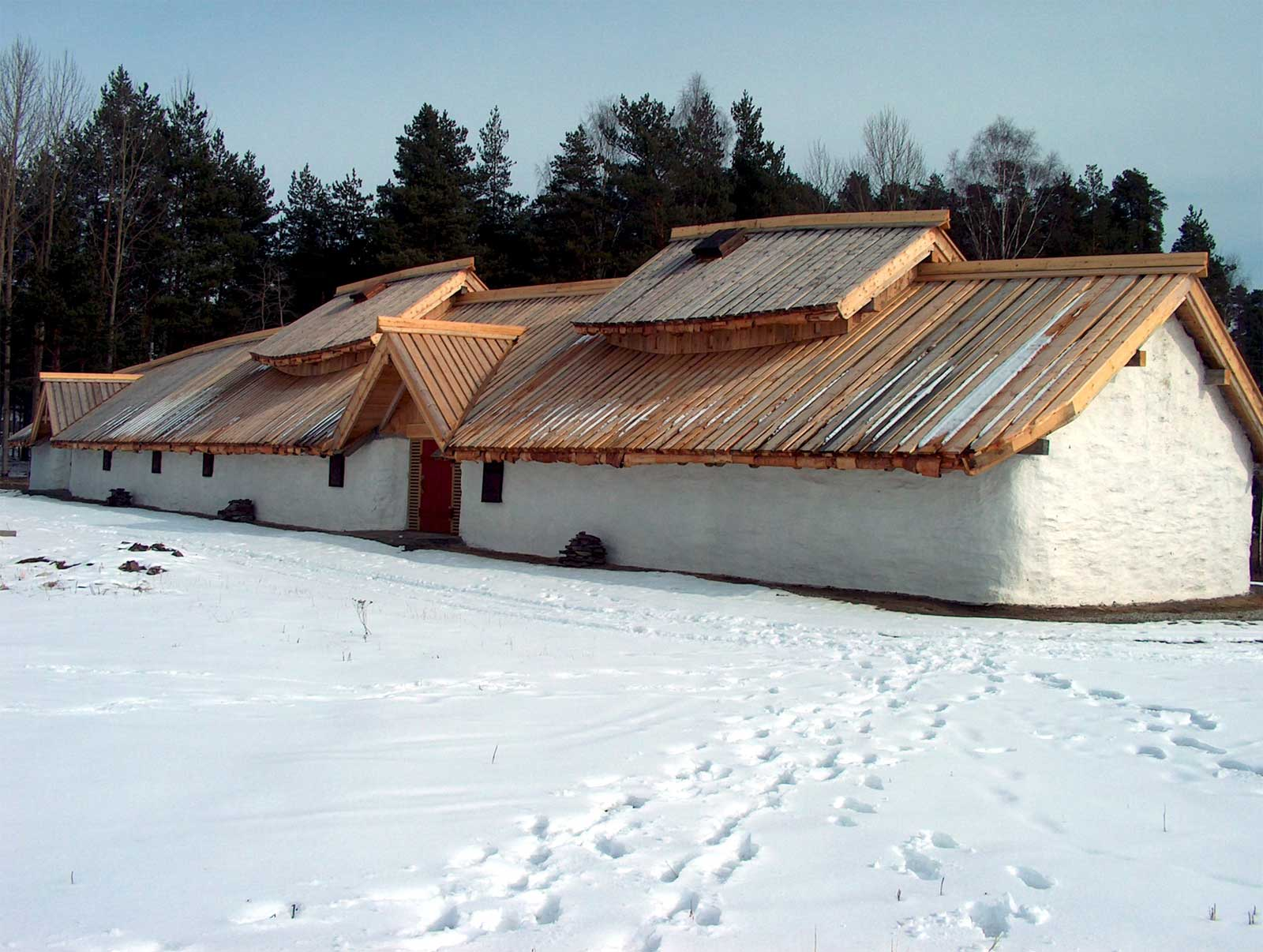
Viking-langhuis

Hringariki Kulturminnepark, ook wel Veien Kulturminnepark genoemd, is een cultuurhistorisch park bij Ringerike in de provincie Buskerud in Noorwegen. De oudste menselijke sporen die zijn gevonden op deze plek zijn zo'n 5000 jaar oud.
Er zijn onder andere diverse Viking-langhuizen. 